# Abierto de Estados Unidos 2024
El Abierto de Estados Unidos 2024 fue  la edición número 144 y el último evento de Grand Slam del año. Se llevó a cabo en canchas duras al aire libre en el Centro Nacional de Tenis Billie Jean King de la USTA en la ciudad de Nueva York desde el 26 de agosto hasta el 8 de septiembre del 2024 , cuyas preliminares se jugaron entre el 19 al 22 de agosto del presente año. Fue un evento de la Federación Internacional de Tenis (ITF, por su siglas en inglés) que forma parte del ATP Tour 2024 y del WTA Tour 2024.
El torneo contó con la vuelta de los campeones defensores individuales en masculinos, Novak Djokovic y en femeninos, Cori Gauff, respectivamente, Djokovic fue eliminado en tercera ronda por Alexei Popyrin y Gauff en octavos de final por Emma Navarro.
Al final del torneo, se convirtieron en campeones en individuales masculinos el italiano Jannik Sinner al batir al norteamericano Taylor Fritz, siendo el primer italiano en conseguir el abierto norteamericano de tenis y en femeninos, la bielorrusa Aryna Sabalenka al derrotar a la norteamericana Jessica Pegula, tras caer la primera el año pasado en la final a la entonces campeona Coco Gauff

## Torneo
El US Open de 2024 fue la 144ª edición consecutiva del torneo y tuvo lugar en el Centro Nacional de Tenis Billie Jean King de la USTA en Flushing Meadows–Corona Park of Queens en la ciudad de Nueva York, Nueva York, Estados Unidos. El torneo se jugó en canchas duras y se lleó a cabo en una serie de 15 canchas con superficie Laykold, incluidas las tres canchas principales existentes: el Estadio Arthur Ashe, el Estadio Louis Armstrong y el Grandstand.
El torneo fue organizado por la Asociación de Tenis de los Estados Unidos (USTA), supervisado por la Federación Internacional de Tenis (ITF), y parte de los calendarios ATP Tour 2024 (tenistas profesionales masculinos) y WTA Tour 2024 (jugadoras profesionales femeninas) bajo la categoría Grand Slam. El torneo consistió en cuadros de individuales y dobles masculinos y femeninos, ya que los cuadros de individuales permanecen en el formato estándar de 128 personas en cada categoría, ya que ambos sorteos de dobles volvieron al estándar de 64 jugadores.
Una novedad desató una fuerte polémica en torno a los tenistas adaptados, es porque los organizadores del torneo omitieron por este año el torneo en silla de ruedas, debido a que algunos de ellos estuvieron participando de los Juegos Paralímpicos de París 2024, siendo esto motivo de polémica ya que estuvieron chocando ambos torneos.
Entre otras cosas, el lema del torneo es Celebrando el Poder del Tenis lema escogido por los organizadores del torneo, para incentivar “los beneficios del deporte mas limpio del mundo”.

## Puntos y premios

### Distribución de puntos

#### Séniors
| Evento               | G    | F    | SF  | CF  | R16 | R32 | R64 | R128 | C  | C3 | C2 | C1 |
| Individual masculino | 2000 | 1300 | 800 | 400 | 200 | 100 | 50  | 10   | 30 | 16 | 8  | 0  |
| Dobles masculino     | 2000 | 1200 | 720 | 360 | 180 | 90  | 45  | 0    | —  | —  | —  | —  |
| Individual femenino  | 2000 | 1300 | 780 | 430 | 240 | 130 | 70  | 10   | 40 | 30 | 20 | 2  |
| Dobles femenino      | 2000 | 1300 | 780 | 430 | 240 | 130 | 10  | —    | —  | —  | —  | —  |

| Evento           | G   | F   | SF/3ra | CF/4ta |
| Individual       | 800 | 500 | 375    | 100    |
| Dobles           | 800 | 500 | 100    | —      |
| Quad* Individual | 800 | 500 | 100    | —      |
| Quad* Dobles     | 800 | 100 | —      | —      |

| Evento               | G    | F   | SF  | CF  | R16 | R32 | C  | C3 |
| Individual masculino | 1000 | 600 | 370 | 200 | 100 | 45  | 30 | 20 |
| Individual femenino  | 1000 | 600 | 370 | 200 | 100 | 45  | 30 | 20 |
| Dobles masculino     | 750  | 450 | 275 | 150 | 75  | —   | —  | —  |
| Dobles femenino      | 750  | 450 | 275 | 150 | 75  | —   | —  | —  |

### Premios monetarios
| Evento     | G             | F             | SF            | CF          | R16         | R32         | R64         | R128        | C3         | C2         | C1         |
| Individual | 3 600 000 US$ | 1 800 000 US$ | 1 000 000 US$ | 530 000 US$ | 325 000 US$ | 215 000 US$ | 140 000 US$ | 100 000 US$ | 52 000 US$ | 38 000 US$ | 25 000 US$ |
| Dobles     | 750 000 US$   | 375 000 US$   | 190 000 US$   | 110 000 US$ | 63 000 US$  | 40 800 US$  | 25 000 US$  | —           | —          | —          | —          |

## Sumario

### Día 1 (26 de agosto)
- Cabezas de serie eliminados:
  - Individual masculino:  Holger Rune [15],  Aleksandr Búblik [27]
  - Individual femenino:  María Sákkari [9],  Dayana Yastremska [32]
- Orden de juego

| Partidos en los estadios principales                 | Partidos en los estadios principales | Partidos en los estadios principales | Partidos en los estadios principales |
| Partidos en el Arthur Ashe Stadium                   | Partidos en el Arthur Ashe Stadium   | Partidos en el Arthur Ashe Stadium   | Partidos en el Arthur Ashe Stadium   |
| Evento                                               | Ganador                              | Perdedor                             | Marcador                             |
| ---------------------------------------------------- | ------------------------------------ | ------------------------------------ | ------------------------------------ |
| Individual masculino - Primera ronda                 | Ben Shelton [13]                     | Dominic Thiem [WC]                   | 6-4, 6-2, 6-2                        |
| Individual femenino - Primera ronda                  | Cori Gauff [3]                       | Varvara Gracheva                     | 6-2, 6-0                             |
| Individual femenino - Primera ronda                  | Clara Burel                          | Sloane Stephens                      | 0-6, 7-5, 7-5                        |
| Individual masculino - Primera ronda                 | Novak Djokovic [2]                   | Radu Albot [Q]                       | 6-2, 6-2, 6-4                        |
| Partidos en el Louis Armstrong Stadium               |                                      |                                      |                                      |
| Evento                                               | Ganador                              | Perdedor                             | Marcador                             |
| Individual femenino - Primera ronda                  | Qinwen Zheng [7]                     | Amanda Anisimova [WC]                | 4-6, 6-4, 6-2                        |
| Individual masculino - Primera ronda                 | Taylor Fritz [12]                    | Camilo Ugo Carabelli                 | 7-5, 6-1, 6-2                        |
| Individual femenino - Primera ronda                  | Madison Keys [14]                    | Kateřina Siniaková                   | 6-4, 6-1                             |
| Individual masculino - Primera ronda                 | Frances Tiafoe [20]                  | Aleksandar Kovacevic                 | 6-4, 6-3, 4-6, 7-5                   |
| Individual femenino - Primera ronda                  | Aryna Sabalenka [2]                  | Priscilla Hon [Q]                    | 6-3, 6-3                             |
| Partidos en el Grandstand                            |                                      |                                      |                                      |
| Evento                                               | Ganador                              | Perdedor                             | Marcador                             |
| Individual masculino - Primera ronda                 | Alexander Zverev [4]                 | Maximilian Marterer [LL]             | 6-2, 6-7(5-7), 6-3, 6-2              |
| Individual femenino - Primera ronda                  | Paula Badosa [26]                    | Viktorija Golubic                    | 6-0, 6-3                             |
| Individual masculino - Primera ronda                 | Gaël Monfils                         | Diego Schwartzman [Q]                | 6-7(2-7), 6-2, 6-2, 6-1              |
| Individual femenino - Primera ronda                  | Victoria Azarenka [20]               | Yuliia Starodubtseva [Q]             | 3-6, 6-1, 6-1                        |
| Fondo de color indica un partido de la rama femenina |                                      |                                      |                                      |

### Día 2 (27 de agosto)
- Cabezas de serie eliminados:
  - Individual masculino:  Stefanos Tsitsipas [11],  Félix Auger-Aliassime [19],  Alejandro Tabilo [22],  Karen Khachanov [23],  Nicolás Jarry [26]
  - Individual femenino:  Jeļena Ostapenko [10],  Danielle Collins [11],  Caroline Garcia [28]
- Orden de juego

| Partidos en los estadios principales                 | Partidos en los estadios principales      | Partidos en los estadios principales      | Partidos en los estadios principales |
| Partidos en el Arthur Ashe Stadium                   | Partidos en el Arthur Ashe Stadium        | Partidos en el Arthur Ashe Stadium        | Partidos en el Arthur Ashe Stadium   |
| Evento                                               | Ganador                                   | Perdedor                                  | Marcador                             |
| ---------------------------------------------------- | ----------------------------------------- | ----------------------------------------- | ------------------------------------ |
| Individual femenino - Primera ronda                  | Iga Świątek [1]                           | Kamilla Rakhimova [LL]                    | 6-4, 7-6(8-6)                        |
| Individual masculino - Primera ronda                 | Jannik Sinner [1]                         | Mackenzie McDonald                        | 2-6, 6-2, 6-1, 6-2                   |
| Individual masculino - Primera ronda                 | Carlos Alcaraz [3]                        | Li Tu [Q]                                 | 6-2, 4-6, 6-3, 6-1                   |
| Individual femenino - Primera ronda                  | Shelby Rogers [PR] vs. Jessica Pegula [6] | Shelby Rogers [PR] vs. Jessica Pegula [6] |                                      |
| Partidos en el Louis Armstrong Stadium               |                                           |                                           |                                      |
| Evento                                               | Ganador                                   | Perdedor                                  | Marcador                             |
| Individual femenino - Primera ronda                  | Caroline Dolehide                         | Danielle Collins [11]                     | 1-6, 7-5, 6-4                        |
| Individual femenino - Primera ronda                  | Naomi Osaka [WC]                          | Jeļena Ostapenko [10]                     | 6-3, 6-2                             |
| Individual masculino - Primera ronda                 | Daniil Medvédev [5]                       | Dušan Lajović                             | 6-3, 3-6, 6-3, 6-1                   |
| Individual femenino - Primera ronda                  | Jasmine Paolini [5]                       | Bianca Andreescu [WC]                     | 6-7(5-7), 6-2, 6-4                   |
| Individual masculino - Primera ronda                 | Tommy Paul [14]                           | Lorenzo Sonego                            | 6-4, 6-2, 5-7, 6-2                   |
| Partidos en el Grandstand                            |                                           |                                           |                                      |
| Evento                                               | Ganador                                   | Perdedor                                  | Marcador                             |
| Individual masculino - Primera ronda                 | Thanasi Kokkinakis                        | Stefanos Tsitsipas [11]                   | 7-6(7-5), 4-6, 6-3, 7-5              |
| Individual femenino - Primera ronda                  | Elena Rybakina [4]                        | Destanee Aiava [Q]                        | 6-1, 7-6(7-1)                        |
| Individual masculino - Primera ronda                 | Sebastian Korda [16]                      | Corentin Moutet                           | 7-6(7-3), 6-1, 6-0                   |
| Individual femenino - Primera ronda                  | Sofia Kenin                               | Emma Raducanu                             | 6-1, 3-6, 6-4                        |
| Fondo de color indica un partido de la rama femenina |                                           |                                           |                                      |

### Día 3 (28 de agosto)
- Cabezas de serie eliminados:
  - Individual masculino:  Ugo Humbert [17],  Sebastián Báez [21],  Francisco Cerúndolo [29]
  - Individual femenino:  Barbora Krejčíková [8]
  - Dobles masculino:  Santiago González /  Édouard Roger-Vasselin [9]
  - Dobles femenino:  Cristina Bucșa /  Xu Yifan [14],  Ulrikke Eikeri /  Ingrid Neel [15]
- Orden de juego

| Partidos en los estadios principales                 | Partidos en los estadios principales | Partidos en los estadios principales | Partidos en los estadios principales |
| Partidos en el Arthur Ashe Stadium                   | Partidos en el Arthur Ashe Stadium   | Partidos en el Arthur Ashe Stadium   | Partidos en el Arthur Ashe Stadium   |
| Evento                                               | Ganador                              | Perdedor                             | Marcador                             |
| ---------------------------------------------------- | ------------------------------------ | ------------------------------------ | ------------------------------------ |
| Individual femenino - Segunda ronda                  | Madison Keys [14]                    | Maya Joint [Q]                       | 6-4, 6-0                             |
| Individual masculino - Segunda ronda                 | Frances Tiafoe [20]                  | Alexander Shevchenko                 | 6-4, 6-1, 1-0, ret.                  |
| Individual femenino - Segunda ronda                  | Cori Gauff [3]                       | Tatjana Maria                        | 6-4, 6-0                             |
| Individual masculino - Segunda ronda                 | Novak Djokovic [2]                   | Laslo Djere                          | 6-4, 6-4, 2-0, ret.                  |
| Partidos en el Louis Armstrong Stadium               |                                      |                                      |                                      |
| Evento                                               | Ganador                              | Perdedor                             | Marcador                             |
| Individual femenino - Segunda ronda                  | Paula Badosa [26]                    | Taylor Townsend                      | 6-3, 7-5                             |
| Individual masculino - Segunda ronda                 | Alexander Zverev [4]                 | Alexandre Müller [WC]                | 6-4, 7-6(7-5), 6-1                   |
| Individual femenino - Segunda ronda                  | Aryna Sabalenka [2]                  | Lucia Bronzetti                      | 6-3, 6-1                             |
| Individual femenino - Segunda ronda                  | Victoria Azarenka [20]               | Clara Burel                          | 6-1, 6-4                             |
| Individual masculino - Segunda ronda                 | Taylor Fritz [12]                    | Matteo Berrettini                    | 6-3, 7-6(7-1), 6-1                   |
| Partidos en el Grandstand                            |                                      |                                      |                                      |
| Evento                                               | Ganador                              | Perdedor                             | Marcador                             |
| Individual femenino - Segunda ronda                  | Elena-Gabriela Ruse [Q]              | Barbora Krejčíková [8]               | 6-4, 7-5                             |
| Individual femenino - Segunda ronda                  | Qinwen Zheng [7]                     | Erika Andreeva                       | 6-7(3-7), 6-1, 6-2                   |
| Individual masculino - Segunda ronda                 | Ben Shelton [13]                     | Roberto Bautista                     | 6-3, 6-4, 6-4                        |
| Individual masculino - Segunda ronda                 | Casper Ruud [8]                      | Gaël Monfils                         | 6-4, 6-2, 2-6, 7-6(7-3)              |
| Fondo de color indica un partido de la rama femenina |                                      |                                      |                                      |

### Día 4 (29 de agosto)
- Cabezas de serie eliminados:
  - Individual masculino:  Carlos Alcaraz [3],  Hubert Hurkacz [7],  Sebastian Korda [16],  Arthur Fils [24]
  - Individual femenino:  Elena Rybakina [4],  Daria Kasatkina [12],  Mirra Andreeva [21],  Katie Boulter [31]
  - Dobles femenino:  Su-Wei Hsieh /  Elise Mertens [2]
  - Dobles mixto:  Erin Routliffe /  Michael Venus [2],  Desirae Krawczyk /  Neal Skupski [5],  Nicole Melichar /  Ivan Dodig [6]
- Orden de juego

| Partidos en los estadios principales                 | Partidos en los estadios principales | Partidos en los estadios principales | Partidos en los estadios principales |
| Partidos en el Arthur Ashe Stadium                   | Partidos en el Arthur Ashe Stadium   | Partidos en el Arthur Ashe Stadium   | Partidos en el Arthur Ashe Stadium   |
| Evento                                               | Ganador                              | Perdedor                             | Marcador                             |
| ---------------------------------------------------- | ------------------------------------ | ------------------------------------ | ------------------------------------ |
| Individual masculino - Segunda ronda                 | Jannik Sinner [1]                    | Alex Michelsen                       | 6-4, 6-0, 6-2                        |
| Individual femenino - Segunda ronda                  | Iga Świątek [1]                      | Ena Shibahara [Q]                    | 6-0, 6-1                             |
| Individual femenino - Segunda ronda                  | Karolína Muchová                     | Naomi Osaka [WC]                     | 6-3, 7-6(7-5)                        |
| Individual masculino - Segunda ronda                 | Botic van de Zandschulp              | Carlos Alcaraz [3]                   | 6-1, 7-5, 6-4                        |
| Partidos en el Louis Armstrong Stadium               |                                      |                                      |                                      |
| Evento                                               | Ganador                              | Perdedor                             | Marcador                             |
| Individual masculino - Segunda ronda                 | Tomáš Macháč                         | Sebastian Korda [16]                 | 6-4, 6-2, 6-4                        |
| Individual femenino - Segunda ronda                  | Jasmine Paolini [5]                  | Karolína Plíšková                    | w/o                                  |
| Individual femenino - Segunda ronda                  | Jessica Pegula [6]                   | Sofia Kenin                          | 7-6(7-4), 6-3                        |
| Individual masculino - Segunda ronda                 | Daniil Medvédev [5]                  | Fábián Marozsán                      | 6-3, 6-2, 7-6(7-5)                   |
| Individual femenino - Segunda ronda                  | Caroline Wozniacki                   | Renata Zarazúa                       | 6-3, 6-3                             |
| Partidos en el Grandstand                            |                                      |                                      |                                      |
| Evento                                               | Ganador                              | Perdedor                             | Marcador                             |
| Individual femenino - Segunda ronda                  | Yulia Putintseva [30]                | Xinyu Wang                           | 6-1, 7-6(7-4)                        |
| Individual femenino - Segunda ronda                  | Ashlyn Krueger                       | Mirra Andreeva [21]                  | 6-1, 6-4                             |
| Individual masculino - Segunda ronda                 | Álex de Miñaur [10]                  | Otto Virtanen [Q]                    | 7-5, 6-1, 7-6(7-3)                   |
| Individual masculino - Segunda ronda                 | Tommy Paul [14]                      | Max Purcell                          | 7-5, 6-0, 1-0, ret.                  |
| Fondo de color indica un partido de la rama femenina |                                      |                                      |                                      |

### Día 5 (30 de agosto)
- Cabezas de serie eliminados:
  - Individual masculino:  Novak Djokovic [2],  Ben Shelton [13],  Lorenzo Musetti [18],  Jiří Lehečka [32]
  - Individual femenino:  Madison Keys [14],  Marta Kostyuk [19],  Victoria Azarenka [20],  Elina Svitolina [27],  Ekaterina Alexandrova [29]
  - Dobles masculino:  Hugo Nys /  Jan Zieliński [12],  Austin Krajicek /  Jean-Julien Rojer [15]
  - Dobles femenino:  Sara Errani /  Jasmine Paolini [6]
  - Dobles mixto:  Gabriela Dabrowski /  Joe Salisbury [1]
- Orden de juego

| Partidos en los estadios principales                 | Partidos en los estadios principales | Partidos en los estadios principales | Partidos en los estadios principales |
| Partidos en el Arthur Ashe Stadium                   | Partidos en el Arthur Ashe Stadium   | Partidos en el Arthur Ashe Stadium   | Partidos en el Arthur Ashe Stadium   |
| Evento                                               | Ganador                              | Perdedor                             | Marcador                             |
| ---------------------------------------------------- | ------------------------------------ | ------------------------------------ | ------------------------------------ |
| Individual femenino - Tercera ronda                  | Cori Gauff [3]                       | Elina Svitolina [27]                 | 3-6, 6-3, 6-3                        |
| Individual masculino - Tercera ronda                 | Frances Tiafoe [20]                  | Ben Shelton [13]                     | 4-6, 7-5, 6-7(5-7), 6-4, 6-3         |
| Individual masculino - Tercera ronda                 | Alexei Popyrin [28]                  | Novak Djokovic [2]                   | 6-4, 6-4, 2-6, 6-4                   |
| Individual femenino - Tercera ronda                  | Aryna Sabalenka [2]                  | Ekaterina Alexandrova [29]           | 2-6, 6-1, 6-2                        |
| Partidos en el Louis Armstrong Stadium               |                                      |                                      |                                      |
| Evento                                               | Ganador                              | Perdedor                             | Marcador                             |
| Individual femenino - Tercera ronda                  | Paula Badosa [26]                    | Elena-Gabriela Ruse [Q]              | 4-6, 6-1, 7-6(10-8)                  |
| Individual femenino - Tercera ronda                  | Emma Navarro [13]                    | Marta Kostyuk [19]                   | 6-4, 4-6, 6-3                        |
| Individual masculino - Tercera ronda                 | Taylor Fritz [12]                    | Francisco Comesaña                   | 6-3, 6-4, 6-2                        |
| Individual femenino - Tercera ronda                  | Elise Mertens [33]                   | Madison Keys [14]                    | 6-7(5-7), 7-5, 6-4                   |
| Individual masculino - Tercera ronda                 | Alexander Zverev [4]                 | Tomás Martín Etcheverry              | 5-7, 7-5, 6-1, 6-3                   |
| Partidos en el Grandstand                            |                                      |                                      |                                      |
| Evento                                               | Ganador                              | Perdedor                             | Marcador                             |
| Individual femenino - Tercera ronda                  | Qinwen Zheng [7]                     | Jule Niemeier                        | 6-2, 6-1                             |
| Individual femenino - Tercera ronda                  | Yafan Wang                           | Victoria Azarenka [20]               | 6-4, 3-6, 6-1                        |
| Individual masculino - Tercera ronda                 | Andrey Rublev [6]                    | Jiří Lehečka [32]                    | 6-3, 7-5, 6-4                        |
| Individual masculino - Tercera ronda                 | Casper Ruud [8]                      | Juncheng Shang                       | 6-7(1-7), 3-6, 6-0, 6-3, 6-1         |
| Fondo de color indica un partido de la rama femenina |                                      |                                      |                                      |

### Día 6 (31 de agosto)
- Cabezas de serie eliminados:
  - Individual masculino:  Matteo Arnaldi [30],  Flavio Cobolli [31]
  - Individual femenino:  Anna Kalinskaya [15],  Anastasia Pavlyuchenkova [25],  Yulia Putintseva [30]
  - Dobles femenino:  Caroline Dolehide /  Desirae Krawczyk [4],  Giuliana Olmos /  Alexandra Panova [13],  Ena Shibahara /  Aldila Sutjiadi [16]
- Orden de juego

| Partidos en los estadios principales                 | Partidos en los estadios principales | Partidos en los estadios principales | Partidos en los estadios principales |
| Partidos en el Arthur Ashe Stadium                   | Partidos en el Arthur Ashe Stadium   | Partidos en el Arthur Ashe Stadium   | Partidos en el Arthur Ashe Stadium   |
| Evento                                               | Ganador                              | Perdedor                             | Marcador                             |
| ---------------------------------------------------- | ------------------------------------ | ------------------------------------ | ------------------------------------ |
| Individual femenino - Tercera ronda                  | Jessica Pegula [6]                   | Jéssica Bouzas                       | 6-3, 6-3                             |
| Individual masculino - Tercera ronda                 | Jannik Sinner [1]                    | Christopher O'Connell                | 6-1, 6-4, 6-2                        |
| Individual femenino - Tercera ronda                  | Iga Świątek [1]                      | Anastasia Pavlyuchenkova [25]        | 6-4, 6-2                             |
| Individual masculino - Tercera ronda                 | Daniil Medvédev [5]                  | Flavio Cobolli [31]                  | 6-3, 6-4, 6-3                        |
| Partidos en el Louis Armstrong Stadium               |                                      |                                      |                                      |
| Evento                                               | Ganador                              | Perdedor                             | Marcador                             |
| Individual femenino - Tercera ronda                  | Jasmine Paolini [5]                  | Yulia Putintseva [30]                | 6-3, 6-4                             |
| Individual femenino - Tercera ronda                  | Diana Shnaider [18]                  | Sara Errani                          | 6-2, 6-2                             |
| Individual masculino - Tercera ronda                 | Tommy Paul [14]                      | Gabriel Diallo [Q]                   | 6-7(5-7), 6-3, 6-1, 7-6(7-3)         |
| Individual masculino - Tercera ronda                 | Álex de Miñaur [10]                  | Daniel Evans                         | 6-3, 6-7(4-7), 6-0, 6-0              |
| Individual femenino - Tercera ronda                  | Beatriz Haddad Maia [22]             | Anna Kalinskaya [15]                 | 6-3, 6-1                             |
| Partidos en el Grandstand                            |                                      |                                      |                                      |
| Evento                                               | Ganador                              | Perdedor                             | Marcador                             |
| Individual femenino - Tercera ronda                  | Karolína Muchová                     | Anastasia Potapova                   | 6-4, 6-2                             |
| Individual masculino - Tercera ronda                 | Jack Draper [25]                     | Botic van de Zandschulp              | 6-3, 6-4, 6-2                        |
| Individual femenino - Tercera ronda                  | Caroline Wozniacki                   | Jessika Ponchet [Q]                  | 6-3, 6-2                             |
| Individual masculino - Tercera ronda                 | Jordan Thompson                      | Matteo Arnaldi [30]                  | 7-5, 6-2, 7-6(7-5)                   |
| Fondo de color indica un partido de la rama femenina |                                      |                                      |                                      |

### Día 7 (1 de septiembre)
- Cabezas de serie eliminados:
  - Individual masculino:  Andrey Rublev [6],  Casper Ruud [8],  Alexei Popyrin [28]
  - Individual femenino:  Cori Gauff [3],  Donna Vekić [24],  Elise Mertens [33]
  - Dobles masculino:  Rohan Bopanna /  Matthew Ebden [2],  Simone Bolelli /  Andrea Vavassori [5]
  - Dobles femenino:  Beatriz Haddad Maia /  Laura Siegemund [12]
- Orden de juego

| Partidos en los estadios principales                 | Partidos en los estadios principales       | Partidos en los estadios principales          | Partidos en los estadios principales |
| Partidos en el Arthur Ashe Stadium                   | Partidos en el Arthur Ashe Stadium         | Partidos en el Arthur Ashe Stadium            | Partidos en el Arthur Ashe Stadium   |
| Evento                                               | Ganador                                    | Perdedor                                      | Marcador                             |
| ---------------------------------------------------- | ------------------------------------------ | --------------------------------------------- | ------------------------------------ |
| Individual masculino - Cuarta ronda                  | Grigor Dimitrov [9]                        | Andrey Rublev [6]                             | 6-3, 7-6(7-3), 1-6, 3-6, 6-3         |
| Individual femenino - Cuarta ronda                   | Emma Navarro [13]                          | Cori Gauff [3]                                | 6-3, 4-6, 6-3                        |
| Individual masculino - Cuarta ronda                  | Frances Tiafoe [20]                        | Alexei Popyrin [28]                           | 6-4, 7-6(7-3), 2-6, 6-3              |
| Individual femenino - Cuarta ronda                   | Qinwen Zheng [7]                           | Donna Vekić [24]                              | 7-6(7-2), 4-6, 6-2                   |
| Partidos en el Louis Armstrong Stadium               |                                            |                                               |                                      |
| Evento                                               | Ganador                                    | Perdedor                                      | Marcador                             |
| Individual femenino - Cuarta ronda                   | Paula Badosa [26]                          | Yafan Wang                                    | 6-1, 6-2                             |
| Individual masculino - Cuarta ronda                  | Taylor Fritz [12]                          | Casper Ruud [8]                               | 3-6, 6-4, 6-3, 6-2                   |
| Individual masculino - Cuarta ronda                  | Alexander Zverev [4]                       | Brandon Nakashima                             | 3-6, 6-1, 6-2, 6-2                   |
| Individual femenino - Cuarta ronda                   | Aryna Sabalenka [2]                        | Elise Mertens [33]                            | 6-2, 6-4                             |
| Partidos en el Grandstand                            |                                            |                                               |                                      |
| Evento                                               | Ganador                                    | Perdedor                                      | Marcador                             |
| Dobles masculino - Tercera ronda                     | Marcel Granollers [1] Horacio Zeballos [1] | Yuki Bhambri Albano Olivetti                  | 6-2, 6-2                             |
| Dobles femenino - Tercera ronda                      | Kristina Mladenovic Shuai Zhang            | Mirra Andreeva Anastasia Pavlyuchenkova       | 6-2, 6-4                             |
| Dobles masculino - Tercera ronda                     | Max Purcell [7] Jordan Thompson [7]        | Nuno Borges Francisco Cabral                  | 7-6(7-3), 6-3                        |
| Dobles mixto - Segunda ronda                         | Ellen Perez Sander Gillé                   | Ashlyn Krueger [WC] Thai-Son Kwiatkowski [WC] | 6-4, 6-7(4-7), [10-3]                |
| Fondo de color indica un partido de la rama femenina |                                            |                                               |                                      |

### Día 8 (2 de septiembre)
- Cabezas de serie eliminados:
  - Individual masculino:  Tommy Paul [14]
  - Individual femenino:  Jasmine Paolini [5],  Liudmila Samsonova [16],  Diana Shnaider [18]
  - Dobles masculino:  Rajeev Ram /  Joe Salisbury [3],  Harri Heliövaara /  Henry Patten [6],  Ivan Dodig /  Adam Pavlásek [14]
  - Dobles femenino:  Sofia Kenin /  Bethanie Mattek-Sands [9],  Marie Bouzková /  Sara Sorribes [11]
  - Dobles mixto:  Barbora Krejčíková /  Matthew Ebden [4],  Su-Wei Hsieh /  Jan Zieliński [7]
- Orden de juego

| Partidos en los estadios principales                 | Partidos en los estadios principales        | Partidos en los estadios principales      | Partidos en los estadios principales |
| Partidos en el Arthur Ashe Stadium                   | Partidos en el Arthur Ashe Stadium          | Partidos en el Arthur Ashe Stadium        | Partidos en el Arthur Ashe Stadium   |
| Evento                                               | Ganador                                     | Perdedor                                  | Marcador                             |
| ---------------------------------------------------- | ------------------------------------------- | ----------------------------------------- | ------------------------------------ |
| Individual femenino - Cuarta ronda                   | Jessica Pegula [6]                          | Diana Shnaider [18]                       | 6-4, 6-2                             |
| Individual masculino - Cuarta ronda                  | Daniil Medvédev [5]                         | Nuno Borges                               | 6-0, 6-1, 6-3                        |
| Individual femenino - Cuarta ronda                   | Iga Świątek [1]                             | Liudmila Samsonova [16]                   | 6-4, 6-1                             |
| Individual masculino - Cuarta ronda                  | Jannik Sinner [1]                           | Tommy Paul [14]                           | 7-6(7-3), 7-6(7-5), 6-1              |
| Partidos en el Louis Armstrong Stadium               |                                             |                                           |                                      |
| Evento                                               | Ganador                                     | Perdedor                                  | Marcador                             |
| Individual femenino - Cuarta ronda                   | Karolína Muchová                            | Jasmine Paolini [5]                       | 6-3, 6-3                             |
| Individual masculino - Cuarta ronda                  | Jack Draper [25]                            | Tomáš Macháč                              | 6-3, 6-1, 6-2                        |
| Individual femenino - Cuarta ronda                   | Beatriz Haddad Maia [22]                    | Caroline Wozniacki                        | 6-2, 3-6, 6-3                        |
| Individual masculino - Cuarta ronda                  | Álex de Miñaur [10]                         | Jordan Thompson                           | 6-0, 3-6, 6-3, 7-5                   |
| Partidos en el Grandstand                            |                                             |                                           |                                      |
| Evento                                               | Ganador                                     | Perdedor                                  | Marcador                             |
| Dobles masculino - Tercera ronda                     | Marcelo Arévalo [4] Mate Pavić [4]          | Ivan Dodig [14] Adam Pavlásek [14]        | 7-5, 7-6(7-4)                        |
| Dobles masculino - Tercera ronda                     | Nathaniel Lammons [13] Jackson Withrow [13] | Rajeev Ram [3] Joe Salisbury [3]          | 7-6(7-3), 6-3                        |
| Dobles femenino - Tercera ronda                      | Demi Schuurs [8] Luisa Stefani [8]          | Sofia Kenin [9] Bethanie Mattek-Sands [9] | 6-4, 6-3                             |
| Dobles mixto - Cuartos de final                      | Taylor Townsend [WC] Donald Young [WC]      | Anna Danilina Harri Heliövaara            | 6-7(3-7), 6-3, [10-8]                |
| Fondo de color indica un partido de la rama femenina |                                             |                                           |                                      |

### Día 9 (3 de septiembre)
- Cabezas de serie eliminados:
  - Individual masculino:  Alexander Zverev [4],  Grigor Dimitrov [9]
  - Individual femenino:  Qinwen Zheng [7],  Paula Badosa [26]
  - Dobles masculino:  Marcel Granollers /  Horacio Zeballos [1],  Neal Skupski /  Michael Venus [8],  Wesley Koolhof /  Nikola Mektić [11],  Máximo González /  Andrés Molteni [16]
  - Dobles femenino:  Gabriela Dabrowski /  Erin Routliffe [1],  Nicole Melichar /  Ellen Perez [5],  Demi Schuurs /  Luisa Stefani [8]
  - Dobles mixto:  Aldila Sutjiadi /  Rohan Bopanna [8]
- Orden de juego

| Partidos en los estadios principales                 | Partidos en los estadios principales          | Partidos en los estadios principales               | Partidos en los estadios principales |
| Partidos en el Arthur Ashe Stadium                   | Partidos en el Arthur Ashe Stadium            | Partidos en el Arthur Ashe Stadium                 | Partidos en el Arthur Ashe Stadium   |
| Evento                                               | Ganador                                       | Perdedor                                           | Marcador                             |
| ---------------------------------------------------- | --------------------------------------------- | -------------------------------------------------- | ------------------------------------ |
| Individual femenino - Cuartos de final               | Emma Navarro [13]                             | Paula Badosa [26]                                  | 6-2, 7-5                             |
| Individual masculino - Cuartos de final              | Taylor Fritz [12]                             | Alexander Zverev [4]                               | 7-6(7-2), 3-6, 6-4, 7-6(7-3)         |
| Individual femenino - Cuartos de final               | Aryna Sabalenka [2]                           | Qinwen Zheng [7]                                   | 6-1, 6-2                             |
| Individual masculino - Cuartos de final              | Frances Tiafoe [20]                           | Grigor Dimitrov [9]                                | 6-3, 6-7(5-7), 6-3, 4-1, ret.        |
| Partidos en el Louis Armstrong Stadium               |                                               |                                                    |                                      |
| Evento                                               | Ganador                                       | Perdedor                                           | Marcador                             |
| Dobles femenino - Cuartos de final                   | Kristina Mladenovic Shuai Zhang               | Nicole Melichar [5] Ellen Perez [5]                | 7-6(7-2), 6-4                        |
| Dobles femenino - Cuartos de final                   | Kateřina Siniaková [3] Taylor Townsend [3]    | Demi Schuurs [8] Luisa Stefani [8]                 | 6-2, 6-3                             |
| Dobles masculino - Cuartos de final                  | Max Purcell [7] Jordan Thompson [7]           | Marcel Granollers [1] Horacio Zeballos [1]         | 7-6(7-4), 6-4                        |
| Dobles masculino - Cuartos de final                  | Nathaniel Lammons [13] Jackson Withrow [13]   | Wesley Koolhof [11] Nikola Mektić [11]             | 6-1, 6-7(5-7), 6-4                   |
| Dobles mixto - Semifinales                           | Taylor Townsend [WC] Donald Young [WC]        | Aldila Sutjiadi [8] Rohan Bopanna [8]              | 6-3, 6-4                             |
| Partidos en el Grandstand                            |                                               |                                                    |                                      |
| Evento                                               | Ganador                                       | Perdedor                                           | Marcador                             |
| Dobles masculino - Cuartos de final                  | Kevin Krawietz [10] Tim Puetz [10]            | Máximo González [16] Andrés Molteni [16]           | 6-7(11-13), 6-4, 6-1                 |
| Dobles femenino - Cuartos de final                   | Lyudmyla Kichenok [7] Jeļena Ostapenko [7]    | Anna Danilina Irina Khromacheva                    | 7-6(7-2), 6-4                        |
| Dobles femenino - Cuartos de final                   | Hao-ching Chan [10] Veronika Kudermetova [10] | Gabriela Dabrowski [1] Erin Routliffe [1]          | 4-6, 7-5, 6-3                        |
| Dobles mixto - Semifinales                           | Sara Errani [3] Andrea Vavassori [3]          | Tyra Caterina Grant [WC] Aleksandar Kovacevic [WC] | 6-3, 7-5                             |
| Dobles masculino - Cuartos de final                  | Marcelo Arévalo [4] Mate Pavić [4]            | Neal Skupski [8] Michael Venus [8]                 | 7-6(7-1), 6-1                        |
| Fondo de color indica un partido de la rama femenina |                                               |                                                    |                                      |

### Día 10 (4 de septiembre)
- Cabezas de serie eliminados:
  - Individual masculino:  Daniil Medvédev [5],  Álex de Miñaur [10]
  - Individual femenino:  Iga Świątek [1] ,  Beatriz Haddad Maia [22]
  - Dobles femenino:  Kateřina Siniaková /  Taylor Townsend [3],  Hao-ching Chan /  Veronika Kudermetova [10]
- Orden de juego

| Partidos en los estadios principales                 | Partidos en los estadios principales       | Partidos en los estadios principales          | Partidos en los estadios principales |
| Partidos en el Arthur Ashe Stadium                   | Partidos en el Arthur Ashe Stadium         | Partidos en el Arthur Ashe Stadium            | Partidos en el Arthur Ashe Stadium   |
| Evento                                               | Ganador                                    | Perdedor                                      | Marcador                             |
| ---------------------------------------------------- | ------------------------------------------ | --------------------------------------------- | ------------------------------------ |
| Individual femenino - Cuartos de final               | Karolína Muchová                           | Beatriz Haddad Maia [22]                      | 6-1, 6-4                             |
| Individual masculino - Cuartos de final              | Jack Draper [25]                           | Álex de Miñaur [10]                           | 6-3, 7-5, 6-2                        |
| Individual femenino - Cuartos de final               | Jessica Pegula [6]                         | Iga Świątek [1]                               | 6-2, 6-4                             |
| Individual masculino - Cuartos de final              | Jannik Sinner [1]                          | Daniil Medvédev [5]                           | 6-2, 1-6, 6-1, 6-4                   |
| Partidos en el Louis Armstrong Stadium               |                                            |                                               |                                      |
| Evento                                               | Ganador                                    | Perdedor                                      | Marcador                             |
| Dobles femenino - Semifinales                        | Lyudmyla Kichenok [7] Jeļena Ostapenko [7] | Hao-ching Chan [10] Veronika Kudermetova [10] | 6-1, 6-2                             |
| Dobles femenino - Semifinales                        | Kristina Mladenovic Shuai Zhang            | Kateřina Siniaková [3] Taylor Townsend [3]    | 7-5, 4-6, 6-3                        |
| Fondo de color indica un partido de la rama femenina |                                            |                                               |                                      |

### Día 11 (5 de septiembre)
- Cabezas de serie eliminados:
  - Individual femenino:  Emma Navarro [13]
  - Dobles masculino:  Marcelo Arévalo /  Mate Pavić [4],  Nathaniel Lammons /  Jackson Withrow [13]
- Orden de juego

| Partidos en los estadios principales                 | Partidos en los estadios principales | Partidos en los estadios principales        | Partidos en los estadios principales |
| Partidos en el Arthur Ashe Stadium                   | Partidos en el Arthur Ashe Stadium   | Partidos en el Arthur Ashe Stadium          | Partidos en el Arthur Ashe Stadium   |
| Evento                                               | Ganador                              | Perdedor                                    | Marcador                             |
| ---------------------------------------------------- | ------------------------------------ | ------------------------------------------- | ------------------------------------ |
| Dobles mixto - Final                                 | Sara Errani [3] Andrea Vavassori [3] | Taylor Townsend [WC] Donald Young [WC]      | 7-6(7-0), 7-5                        |
| Individual femenino - Semifinales                    | Aryna Sabalenka [2]                  | Emma Navarro [13]                           | 6-4, 7-6(7-2)                        |
| Individual femenino - Semifinales                    | Jessica Pegula [6]                   | Karolína Muchová                            | 1-6, 6-4, 6-2                        |
| Partidos en el Louis Armstrong Stadium               |                                      |                                             |                                      |
| Evento                                               | Ganador                              | Perdedor                                    | Marcador                             |
| Dobles masculino - Semifinales                       | Max Purcell [7] Jordan Thompson [7]  | Nathaniel Lammons [13] Jackson Withrow [13] | 6-4, 7-6(7-4)                        |
| Dobles masculino - Semifinales                       | Kevin Krawietz [10] Tim Puetz [10]   | Marcelo Arévalo [4] Mate Pavić [4]          | 6-3, 6-7(9-11), 6-4                  |
| Fondo de color indica un partido de la rama femenina |                                      |                                             |                                      |

### Día 12 (6 de septiembre)
- Cabezas de serie eliminados:
  - Individual masculino:  Frances Tiafoe [20],  Jack Draper [25]
- Orden de juego

| Partidos en los estadios principales                 | Partidos en los estadios principales       | Partidos en los estadios principales | Partidos en los estadios principales |
| Partidos en el Arthur Ashe Stadium                   | Partidos en el Arthur Ashe Stadium         | Partidos en el Arthur Ashe Stadium   | Partidos en el Arthur Ashe Stadium   |
| Evento                                               | Ganador                                    | Perdedor                             | Marcador                             |
| ---------------------------------------------------- | ------------------------------------------ | ------------------------------------ | ------------------------------------ |
| Dobles femenino - Final                              | Lyudmyla Kichenok [7] Jeļena Ostapenko [7] | Kristina Mladenovic Shuai Zhang      | 6-4, 6-3                             |
| Individual masculino - Semifinales                   | Jannik Sinner [1]                          | Jack Draper [25]                     | 7-5, 7-6(7-3), 6-2                   |
| Individual masculino - Semifinales                   | Taylor Fritz [12]                          | Frances Tiafoe [20]                  | 4-6, 7-5, 4-6, 6-4, 6-1              |
| Fondo de color indica un partido de la rama femenina |                                            |                                      |                                      |

### Día 13 (7 de septiembre)
- Cabezas de serie eliminados:
  - Individual femenino:  Jessica Pegula [6]
  - Dobles masculino:  Kevin Krawietz /  Tim Puetz [10]
- Orden de juego

| Partidos en los estadios principales                 | Partidos en los estadios principales | Partidos en los estadios principales | Partidos en los estadios principales |
| Partidos en el Arthur Ashe Stadium                   | Partidos en el Arthur Ashe Stadium   | Partidos en el Arthur Ashe Stadium   | Partidos en el Arthur Ashe Stadium   |
| Evento                                               | Ganador                              | Perdedor                             | Marcador                             |
| ---------------------------------------------------- | ------------------------------------ | ------------------------------------ | ------------------------------------ |
| Dobles masculino - Final                             | Max Purcell [7] Jordan Thompson [7]  | Kevin Krawietz [10] Tim Puetz [10]   | 6-4, 7-6(7-4)                        |
| Individual femenino - Final                          | Aryna Sabalenka [2]                  | Jessica Pegula [6]                   | 7-5, 7-5                             |
| Fondo de color indica un partido de la rama femenina |                                      |                                      |                                      |

### Día 14 (8 de septiembre)
- Cabezas de serie eliminados:
  - Individual masculino:  Taylor Fritz [12]
- Orden de juego

| Partidos en los estadios principales                 | Partidos en los estadios principales | Partidos en los estadios principales | Partidos en los estadios principales |
| Partidos en el Arthur Ashe Stadium                   | Partidos en el Arthur Ashe Stadium   | Partidos en el Arthur Ashe Stadium   | Partidos en el Arthur Ashe Stadium   |
| Evento                                               | Ganador                              | Perdedor                             | Marcador                             |
| ---------------------------------------------------- | ------------------------------------ | ------------------------------------ | ------------------------------------ |
| Individual masculino - Final                         | Jannik Sinner [1]                    | Taylor Fritz [12]                    | 6-3, 6-4, 7-5                        |
| Fondo de color indica un partido de la rama femenina |                                      |                                      |                                      |

## Cabezas de serie
Los siguientes son los jugadores cabezas de serie. Los cabezas de serie reales se basarán en las clasificaciones de la ATP y WTA a partir del 19 de agosto de 2024. La clasificación y los puntos corresponden al 26 de agosto de 2024.

### Individual masculino
| N.º | Clasif | Jugador               | Puntos | Puntos por defender | Puntos ganados | Nuevos puntos | Ronda hasta la que avanzó en el torneo               |
| --- | ------ | --------------------- | ------ | ------------------- | -------------- | ------------- | ---------------------------------------------------- |
| 1   | 1      | Jannik Sinner         | 9360   | 180                 | 2000           | 11 180        | Campeón, venció a Taylor Fritz [12]                  |
| 2   | 2      | Novak Djokovic        | 7460   | 2000                | 100            | 5560          | Tercera ronda, perdió ante Alexei Popyrin [28]       |
| 3   | 3      | Carlos Alcaraz        | 7360   | 720                 | 50             | 6690          | Segunda ronda, perdió ante Botic van de Zandschulp   |
| 4   | 4      | Alexander Zverev      | 7035   | 360                 | 400            | 7075          | Cuartos de final, perdió ante Taylor Fritz [12]      |
| 5   | 5      | Daniil Medvédev       | 6275   | 1200                | 400            | 5475          | Cuartos de final, perdió ante Jannik Sinner [1]      |
| 6   | 6      | Andrey Rublev         | 4805   | 360                 | 200            | 4645          | Cuarta ronda, perdió ante Grigor Dimitrov [9]        |
| 7   | 7      | Hubert Hurkacz        | 4055   | 45                  | 50             | 4060          | Segunda ronda, perdió ante Jordan Thompson           |
| 8   | 8      | Casper Ruud           | 3855   | 45                  | 200            | 4010          | Cuarta ronda, perdió ante Taylor Fritz [12]          |
| 9   | 9      | Grigor Dimitrov       | 3655   | 90                  | 400            | 3965          | Cuartos de final, se retiró ante Frances Tiafoe [20] |
| 10  | 10     | Álex de Miñaur        | 3435   | 180                 | 400            | 3655          | Cuartos de final, perdió ante Jack Draper [25]       |
| 11  | 11     | Stefanos Tsitsipas    | 3425   | 45                  | 10             | 3390          | Primera ronda, perdió ante Thanasi Kokkinakis        |
| 12  | 12     | Taylor Fritz          | 3120   | 360                 | 1300           | 4060          | Final, perdió ante Jannik Sinner [1]                 |
| 13  | 13     | Ben Shelton           | 3110   | 720                 | 100            | 2490          | Tercera ronda, perdió ante Frances Tiafoe [20]       |
| 14  | 14     | Tommy Paul            | 2985   | 180                 | 200            | 3005          | Cuarta ronda, perdió ante Jannik Sinner [1]          |
| 15  | 15     | Holger Rune           | 2780   | 10                  | 10             | 2780          | Primera ronda, perdió ante Brandon Nakashima         |
| 16  | 16     | Sebastian Korda       | 2545   | 10                  | 50             | 2585          | Segunda ronda, perdió ante Tomáš Macháč              |
| 17  | 17     | Ugo Humbert           | 2330   | 10                  | 50             | 2370          | Segunda ronda, perdió ante Francisco Comesaña        |
| 18  | 18     | Lorenzo Musetti       | 2255   | 10                  | 100            | 2345          | Tercera ronda, perdió ante Brandon Nakashima         |
| 19  | 19     | Félix Auger-Aliassime | 2170   | 10                  | 10             | 2170          | Primera ronda, perdió ante Jakub Mensik              |
| 20  | 20     | Frances Tiafoe        | 2120   | 360                 | 800            | 2560          | Semifinales, perdió ante Taylor Fritz [12]           |
| 21  | 23     | Sebastián Báez        | 1800   | 90                  | 50             | 1760          | Segunda ronda, se retiró ante Tallon Griekspoor      |
| 22  | 21     | Alejandro Tabilo      | 1978   | (45)                | 10             | 1943          | Primera ronda, perdió ante David Goffin              |
| 23  | 22     | Karen Khachanov       | 1930   | 10                  | 10             | 1930          | Primera ronda, perdió ante Daniel Evans              |
| 24  | 24     | Arthur Fils           | 1770   | 45                  | 50             | 1775          | Segunda ronda, perdió ante Gabriel Diallo [Q]        |
| 25  | 25     | Jack Draper           | 1695   | 180                 | 800            | 2315          | Semifinales, perdió ante Jannik Sinner [1]           |
| 26  | 26     | Nicolás Jarry         | 1675   | 90                  | 10             | 1595          | Primera ronda, perdió ante Christopher O'Connell     |
| 27  | 27     | Aleksandr Búblik      | 1650   | 10                  | 10             | 1650          | Primera ronda, perdió ante Juncheng Shang            |
| 28  | 28     | Alexei Popyrin        | 1635   | 10                  | 200            | 1825          | Cuarta ronda, perdió ante Frances Tiafoe [20]        |
| 29  | 29     | Francisco Cerúndolo   | 1495   | 45                  | 50             | 1500          | Segunda ronda, perdió ante Tomás Martín Etcheverry   |
| 30  | 30     | Matteo Arnaldi        | 1478   | 180                 | 100            | 1398          | Tercera ronda, perdió ante Jordan Thompson           |
| 31  | 31     | Flavio Cobolli        | 1418   | (36)                | 100            | 1482          | Tercera ronda, perdió ante Daniil Medvédev [5]       |
| 32  | 38     | Jiří Lehečka          | 1255   | 10                  | 100            | 1345          | Tercera ronda, perdió ante Andrey Rublev [6]         |

### Individual femenino
| N.º | Clasif | Jugadora                 | Puntos | Puntos por defender | Puntos ganados | Nuevos puntos | Ronda hasta la que avanzó en el torneo              |
| --- | ------ | ------------------------ | ------ | ------------------- | -------------- | ------------- | --------------------------------------------------- |
| 1   | 1      | Iga Świątek              | 10 695 | 240                 | 430            | 10 885        | Cuartos de final, perdió ante Jessica Pegula [6]    |
| 2   | 2      | Aryna Sabalenka          | 8016   | 1300                | 2000           | 8716          | Campeona, venció a Jessica Pegula [6]               |
| 3   | 3      | Cori Gauff               | 6743   | 2000                | 240            | 4983          | Cuarta ronda, perdió ante Emma Navarro [13]         |
| 4   | 4      | Elena Rybakina           | 5931   | 130                 | 70             | 5871          | Segunda ronda, se retiró ante Jessika Ponchet [Q]   |
| 5   | 5      | Jasmine Paolini          | 5168   | 10                  | 240            | 5398          | Cuarta ronda, perdió ante Karolína Muchová          |
| 6   | 6      | Jessica Pegula           | 5160   | 240                 | 1300           | 6220          | Final, perdió ante Aryna Sabalenka [2]              |
| 7   | 7      | Qinwen Zheng             | 3980   | 430                 | 430            | 3980          | Cuartos de final, perdió ante Aryna Sabalenka [2]   |
| 8   | 8      | Barbora Krejčiková       | 3571   | 10                  | 70             | 3631          | Segunda ronda, perdió ante Elena-Gabriela Ruse [Q]  |
| 9   | 9      | María Sákkari            | 3515   | 10                  | 10             | 3515          | Primera ronda, se retiró ante Yafan Wang            |
| 10  | 10     | Jeļena Ostapenko         | 3428   | 430                 | 10             | 3008          | Primera ronda, perdió ante Naomi Osaka [WC]         |
| 11  | 11     | Danielle Collins         | 3422   | 70                  | 10             | 3362          | Primera ronda, perdió ante Caroline Dolehide        |
| 12  | 13     | Daria Kasatkina          | 2973   | 240                 | 70             | 2803          | Segunda ronda, perdió ante Peyton Stearns           |
| 13  | 12     | Emma Navarro             | 3040   | 10                  | 780            | 3810          | Semifinales, perdió ante Aryna Sabalenka [2]        |
| 14  | 14     | Madison Keys             | 2727   | 780                 | 130            | 2077          | Tercera ronda, perdió ante Elise Mertens [33]       |
| 15  | 15     | Anna Kalinskaya          | 2712   | 70                  | 130            | 2772          | Tercera ronda, perdió ante Beatriz Haddad Maia [22] |
| 16  | 16     | Liudmila Samsonova       | 2610   | 130                 | 240            | 2720          | Cuarta ronda, perdió ante Iga Świątek [1]           |
| 17  | 17     | Ons Jabeur               | 2451   | 240                 | 0              | 2211          | Baja antes de la primera ronda.                     |
| 18  | 18     | Diana Shnaider           | 2385   | (54)                | 240            | 2571          | Cuarta ronda, perdió ante Jessica Pegula [6]        |
| 19  | 19     | Marta Kostyuk            | 2348   | 10                  | 130            | 2468          | Tercera ronda, perdió ante Emma Navarro [13]        |
| 20  | 20     | Victoria Azarenka        | 2266   | 70                  | 130            | 2326          | Tercera ronda, perdió ante Yafan Wang               |
| 21  | 23     | Mirra Andreeva           | 2153   | 70                  | 70             | 2153          | Segunda ronda, perdió ante Ashlyn Krueger           |
| 22  | 21     | Beatriz Haddad Maia      | 2221   | 70                  | 430            | 2581          | Cuartos de final, perdió ante Karolína Muchová      |
| 23  | 26     | Leylah Fernandez         | 2009   | 10                  | 10             | 2009          | Primera ronda, perdió ante Anastasia Potapova       |
| 24  | 24     | Donna Vekić              | 2013   | 10                  | 240            | 2243          | Cuarta ronda, perdió ante Qinwen Zheng [7]          |
| 25  | 27     | Anastasia Pavlyuchenkova | 1961   | 70                  | 130            | 2021          | Tercera ronda, perdió ante Iga Świątek [1]          |
| 26  | 29     | Paula Badosa             | 1895   | 0                   | 430            | 2325          | Cuartos de final, perdió ante Emma Navarro [13]     |
| 27  | 28     | Elina Svitolina          | 1942   | 130                 | 130            | 1942          | Tercera ronda, perdió ante Cori Gauff [3]           |
| 28  | 30     | Caroline Garcia          | 1808   | 10                  | 10             | 1808          | Primera ronda, perdió ante Renata Zarazúa           |
| 29  | 31     | Ekaterina Alexandrova    | 1778   | 130                 | 130            | 1778          | Tercera ronda, perdió ante Aryna Sabalenka [2]      |
| 30  | 32     | Yulia Putintseva         | 1761   | 10                  | 130            | 1881          | Tercera ronda, perdió ante Jasmine Paolini [5]      |
| 31  | 33     | Katie Boulter            | 1715   | 130                 | 70             | 1655          | Segunda ronda, perdió ante Jéssica Bouzas           |
| 32  | 34     | Dayana Yastremska        | 1682   | 30                  | 10             | 1662          | Primera ronda, perdió ante Jule Niemeier            |
| 33  | 35     | Elise Mertens            | 1639   | 130                 | 240            | 1749          | Cuarta ronda, perdió ante Aryna Sabalenka [2]       |

#### Bajas femeninas notables
| Clasif | Jugador             | Puntos | Puntos por defender | Puntos ganados | Nuevos puntos | Motivo             |
| ------ | ------------------- | ------ | ------------------- | -------------- | ------------- | ------------------ |
| 21     | Markéta Vondroušová | 2178   | 430                 | 0              | 1748          | Lesión en la mano. |

## Cabezas de serie dobles
| Jugadores         | Jugadores              | Clasif | N.º |
| ----------------- | ---------------------- | ------ | --- |
| Marcel Granollers | Horacio Zeballos       | 2      | 1   |
| Rohan Bopanna     | Matthew Ebden          | 7      | 2   |
| Rajeev Ram        | Joe Salisbury          | 11     | 3   |
| Marcelo Arévalo   | Mate Pavić             | 15     | 4   |
| Simone Bolelli    | Andrea Vavassori       | 19     | 5   |
| Harri Heliövaara  | Henry Patten           | 23     | 6   |
| Max Purcell       | Jordan Thompson        | 31     | 7   |
| Neal Skupski      | Michael Venus          | 36     | 8   |
| Santiago González | Édouard Roger-Vasselin | 38     | 9   |
| Kevin Krawietz    | Tim Puetz              | 40     | 10  |
| Wesley Koolhof    | Nikola Mektić          | 42     | 11  |
| Hugo Nys          | Jan Zieliński          | 49     | 12  |
| Nathaniel Lammons | Jackson Withrow        | 52     | 13  |
| Ivan Dodig        | Adam Pavlásek          | 60     | 14  |
| Austin Krajicek   | Jean-Julien Rojer      | 61     | 15  |
| Máximo González   | Andrés Molteni         | 62     | 16  |

| Jugadoras           | Jugadoras             | Clasif | N.º |
| ------------------- | --------------------- | ------ | --- |
| Gabriela Dabrowski  | Erin Routliffe        | 3      | 1   |
| Su-Wei Hsieh        | Elise Mertens         | 9      | 2   |
| Kateřina Siniaková  | Taylor Townsend       | 10     | 3   |
| Caroline Dolehide   | Desirae Krawczyk      | 17     | 4   |
| Nicole Melichar     | Ellen Perez           | 22     | 5   |
| Sara Errani         | Jasmine Paolini       | 26     | 6   |
| Lyudmyla Kichenok   | Jeļena Ostapenko      | 35     | 7   |
| Demi Schuurs        | Luisa Stefani         | 45     | 8   |
| Sofia Kenin         | Bethanie Mattek-Sands | 49     | 9   |
| Hao-ching Chan      | Veronika Kudermetova  | 53     | 10  |
| Marie Bouzková      | Sara Sorribes         | 55     | 11  |
| Beatriz Haddad Maia | Laura Siegemund       | 56     | 12  |
| Giuliana Olmos      | Alexandra Panova      | 68     | 13  |
| Cristina Bucșa      | Xu Yifan              | 70     | 14  |
| Ulrikke Eikeri      | Ingrid Neel           | 73     | 15  |
| Ena Shibahara       | Aldila Sutjiadi       | 74     | 16  |

### Dobles mixto
| Jugadores          | Jugadores        | N.º |
| ------------------ | ---------------- | --- |
| Gabriela Dabrowski | Joe Salisbury    | 1   |
| Erin Routliffe     | Michael Venus    | 2   |
| Sara Errani        | Andrea Vavassori | 3   |
| Barbora Krejčíková | Matthew Ebden    | 4   |
| Desirae Krawczyk   | Neal Skupski     | 5   |
| Nicole Melichar    | Ivan Dodig       | 6   |
| Su-Wei Hsieh       | Jan Zieliński    | 7   |
| Aldila Sutjiadi    | Rohan Bopanna    | 8   |

## Invitados
| - Christopher Eubanks - Matthew Forbes - Alexandre Müller - Tristan Schoolkate - Zachary Svajda - Dominic Thiem - Learner Tien - Stan Wawrinka | - Bianca Andreescu - Amanda Anisimova - Iva Jovic - McCartney Kessler - Alexa Noel - Naomi Osaka - Chloé Paquet - Taylah Preston |

| - Tristan Boyer / Emilio Nava - Robert Cash / James Tracy - Nikita Samuel Filin / Alexander Razeghi - Christian Harrison / Vasil Kirkov - Mitchell Krueger / Reese Stalder - Mackenzie McDonald / Alex Michelsen - Ryan Seggerman / Patrik Trhac | - Jessie Aney / Jessica Failla - Hailey Baptiste / Whitney Osuigwe - Carmen Corley / Ivana Corley - Tyra Caterina Grant / Iva Jovic - McCartney Kessler / Sabrina Santamaria - Robin Montgomery / Clervie Ngounoue - Anna Rogers / Alana Smith |

### Dobles mixto
- Tyra Caterina Grant /  Aleksandar Kovacevic
- Iva Jovic /  Kaylan Bigun
- Ashlyn Krueger /  Thai-Son Kwiatkowski
- Maria Mateas /  Mackenzie McDonald
- Clervie Ngounoue /  Learner Tien
- Alycia Parks /  Jackson Withrow
- Shelby Rogers /  Robert Galloway
- Taylor Townsend /  Donald Young

## Clasificación
Las competiciones clasificatorias tuvieron lugar en el Centro Nacional de Tenis USTA Billie Jean King del 19 al 22 de agosto de 2024.
| 1. Diego Schwartzman 2. Maks Kaśnikowski 3. Yunchaokete Bu 4. Hamad Medjedovic 5. Mitchell Krueger 6. Li Tu 7. Timofey Skatov 8. Gabriel Diallo 9. Eliot Spizzirri 10. Radu Albot 11. Otto Virtanen 12. Mattia Bellucci 13. Jan Choinski 14. Kyrian Jacquet 15. Hugo Grenier 16. Quentin Halys | 1. Priscilla Hon 2. Aliaksandra Sasnovich 3. Maya Joint 4. Destanee Aiava 5. Ena Shibahara 6. Kimberly Birrell 7. Jessika Ponchet 8. Yuliia Starodubtseva 9. Eva Lys 10. Solana Sierra 11. Ann Li 12. Marina Bassols 13. Varvara Lepchenko 14. Nao Hibino 15. Elena-Gabriela Ruse 16. Arina Rodionova |

## Campeones defensores
| Evento                      | Campeones de 2023                 | Campeones de 2024                  |
| --------------------------- | --------------------------------- | ---------------------------------- |
| Individual masculino        | Novak Djokovic                    | Jannik Sinner                      |
| Individual femenino         | Cori Gauff                        | Aryna Sabalenka                    |
| Dobles masculino            | Rajeev Ram Joe Salisbury          | Max Purcell Jordan Thompson        |
| Dobles femenino             | Gabriela Dabrowski Erin Routliffe | Lyudmyla Kichenok Jeļena Ostapenko |
| Dobles mixto                | Anna Danilina Harri Heliövaara    | Sara Errani Andrea Vavassori       |
| Individual júnior masculino | João Fonseca                      | Rafael Jódar                       |
| Individual júnior femenino  | Katherine Hui                     | Mika Stojsavljevic                 |
| Dobles júnior masculino     | Max Dahlin Oliver Ojakaar         | Maxim Mrva Rei Sakamoto            |
| Dobles júnior femenino      | Mara Gae Anastasiia Gureva        | Malak El Allami Emily Sartz-Lunde  |

## Campeones

### Sénior

#### Individual masculino
Jannik Sinner venció a  Taylor Fritz por 6-3, 6-4, 7-5

#### Individual femenino
Aryna Sabalenka venció a  Jessica Pegula por 7-5, 7-5

#### Dobles masculino
Max Purcell /  Jordan Thompson vencieron a  Kevin Krawietz /  Tim Puetz por 6-4, 7-6(7-4)

#### Dobles femenino
Lyudmyla Kichenok /  Jeļena Ostapenko vencieron a  Kristina Mladenovic /  Shuai Zhang por 6-4, 6-3

#### Dobles mixto
Sara Errani /  Andrea Vavassori vencieron a  Taylor Townsend /  Donald Young por 7-6(7-0), 7-5

### Júnior

#### Individual masculino
Rafael Jódar venció a  Nicolai Budkov Kjær por 2-6, 6-2, 7-6(10-1)

#### Individual femenino
Mika Stojsavljevic venció a  Wakana Sonobe por 6-4, 6-4

#### Dobles masculinos
Maxim Mrva /  Rei Sakamoto vencieron a  Denis Peták /  Flynn Thomas por 7-5, 7-6(7-1)

#### Dobles femeninos
Malak El Allami /  Emily Sartz-Lunde vencieron a  Julie Paštiková /  Julia Stusek por 6-2, 4-6, [10-6]